# Jean Anisson
Pour les autres membres de la famille, voir Famille Anisson-Duperron.
Jean Anisson, seigneur d'Hauteroche est un imprimeur et libraire français, fils de Laurent Anisson. Né en 1642, il est décédé à Paris, le 13 novembre 1721.

## Biographie
Jean Anisson fut directeur de l'Imprimerie royale du Louvre (1691-1705), charge dont il se démit en faveur de son beau-frère Claude Rigaud.
En juin 1675, le roi demanda à l'Académie des sciences « d'examiner les moyens de faire un traité de mécanique, avec une description exacte de toutes les machines utiles à tous les arts et métiers dont on se sert à présent en France et dans toute l'Europe ». Ce travail fut confié à Jacques Buot et ne dépassa pas le stade d'un traité de mécanique en deux parties.
En 1692, l'abbé Bignon reprend le projet et s'entoure :
- d'un groupe de trois spécialistes nommés par le roi (P. Sébastien, Jaugenon] et Filleau des Billettes)
- Un graveur (Simonneau)
- un « consultant » (Anisson)
- un conseiller technique (Philippe Grandjean), graveur de poinçons et de matrices

Leurs travaux marquèrent le début de la description des Arts et Métiers, ils imaginèrent le modèle des planches qui devaient donner plus tard l’Encyclopédie de Diderot. 
Anisson publia aussi en 1688 le Glossaire grec de Ducange.
Anisson fut aussi député de la ville de Lyon à la chambre de commerce de Paris.